# Lex Pedia
Lex Pedia é o nome, em latim, de uma lei, passada por Pedius, companheiro de César no consulado, condenando ao exílio todos os assassinos de Júlio César.